# Marco Simoncelli
Marco Simoncelli italijanski motociklistični dirkač, * 20. januar 1987, Cattolica, Italija, † 23. oktober 2011, Sepang, Malezija.

## Dirkaška kariera
Simoncelli je v motociklističnem prvenstvu debitiral v sezoni 2002, ko je z Aprilio nastopil na deseti dirki sezone za Veliko nagrado Češke v razredu do 125 cm³, kjer je zasedel sedemindvajseto mesto. Na naslednji dirki za Veliko nagrado Portugalske se je prvič uvrstil med dobitnike točk s trinajstim mestom, skupno je v sezoni nastopil na šestih dirkah, s tremi točkami pa zasedel triintrideseto mesto v prvenstvu. S tem si je zagotovil stalno mesto v moštvu za sezono 2003, v kateri je šestkrat osvojil točke, najboljši rezultat pa je dosegel s četrtim mestom na zadnji dirki sezone za Veliko nagrado Valencije. Skupno je osvojil 31 točk in zasedel enaindvajseto mesto v prvenstvu. V sezoni 2004 je na drugi dirki sezone za Veliko nagrado Španije dosegel svojo prvo zmago v karieri, ob tem pa še sedem uvrstitev med prvo deseterico, skupno je tako osvojil 79 točk in enajsto mesto v prvenstvu. Sezono 2005 je začel z ubranitvijo zmage na dirki za Veliko nagrado Španije, ob tem pa je dosegel še pet uvrstitev na stopničke, s čimer je osvojil 177 točk in peto mesto v prvenstvu.
Za sezono 2006 je prestopil v moštvo Gilera in višji tekmovalni razred do 250 cm³. V sezoni je osvojil dvanajst uvrstitev med točke, najboljšo pa s šestim mestom na dirki za Veliko nagrado Francije, skupno je tako osvojil 97 točk in deseto mesto v prvenstvu. Tudi v sezoni 2007 je dosegal zelo podobne rezultat, z najboljšo uvrstitvijo na šesto mesto in desetim mestom v prvenstvu s 97-imi točkami. V sezoni 2008 je po dveh drugih mestih osvojil prvo zmago v tem tekmovalnem razredu na šesti dirki sezone za Veliko nagrado Italije, do konca sezone jih je nato osvojil še pet in tri uvrstitve na stopničke, s čimer je osvojil svoj prvi naslov prvaka s 281-imi točkami. V sezoni 2009 je dosegel prav tako šest zmag ter še tri uvrstitve na stopničke, kar pa je pomenilo tretje mesto v prvenstvu s 125-imi točkami.
Za sezono 2010 je prestopil v moštvo Honda in najvišji tekmovalni razred MotoGP, v katerem je debitiral z enajstim mestom na prvi dirki sezone za Veliko nagrado Katarja. V sezoni je osvojil šestnajst uvrstitev med dobitnike točka na osemnajstih dirkah, najboljši rezultat pa na dirki za Veliko nagrado Portugalske s četrtim mestom. S 125-imi točkami je zasedel osmo mesto v prvenstvu. V prvem delu sezone sezone 2011 je bil večkrat v položaju za uvrstitev na stopničke, na dirkah za Veliko nagrado Katarja in Veliko nagrado Nizozemske je osvojil tudi najboljša štartna položaja, prvo uvrstitev stopničke pa je dosegel s tretjim mestom na enajsti dirki sezone za Veliko nagrado Češke. Po treh zaporednih četrtih mestom je na šestnajsti dirki sezone za Veliko nagrado Avstralije osvojil drugo mesto. Na predzadnji dirki sezone za Veliko nagrado Malezije pa se je smrtno ponesrečil po padcu v drugem krogu, po katerem ga je odneslo po kolesa prihajajočih Colina Edwardsa in Valentina Rossija. Dirka je bila takoj prekinjena z rdečo zastavo, ob 16:56 po lokalnem času pa je bilo uradno sporočeno, da je bil Simoncelli podlegel hudim poškodbam glave, vratu in prsnega koša. Pokopan je bil 27. oktobra, pogrebne slovesnosti v cerkvi Santa Maria Assunta v Corianu se je udeležilo 20.000 ljudi, neporedni televizijski prenos pa je bil na kanalih Italia 1 in Rai 2.

## Rezultati motociklističnega prvenstva
(legenda) (odebeljene dirke pomenijo najboljši štartni položaj, poševne pa najhitrejši krog)
| Leto | Razred  | Motor   | 1       | 2       | 3       | 4       | 5       | 6       | 7       | 8      | 9       | 10      | 11      | 12      | 13      | 14      | 15      | 16      | 17     | 18    | Prv | Toč |
| ---- | ------- | ------- | ------- | ------- | ------- | ------- | ------- | ------- | ------- | ------ | ------- | ------- | ------- | ------- | ------- | ------- | ------- | ------- | ------ | ----- | --- | --- |
| 2002 | 125 cm³ | Aprilia | JAP     | JAR     | ŠPA     | FRA     | ITA     | KAT     | NIZ     | VB     | NEM     | ČEŠ 27  | POR 13  | BRA 21  | PAC     | MAL Ret | AVS Ret | VAL Ret |        |       | 33. | 3   |
| 2003 | 125 cm³ | Aprilia | JAP 21  | JAR 20  | ŠPA 14  | FRA Ret | ITA 17  | KAT 16  | NIZ 20  | VB 16  | NEM 12  | ČEŠ 14  | POR Ret | BRA 11  | PAC Ret | MAL 11  | AVS Ret | VAL 4   |        |       | 21. | 31  |
| 2004 | 125 cm³ | Aprilia | JAR Ret | ŠPA 1   | FRA Ret | ITA Ret | KAT 7   | NIZ 7   | BRA 6   | NEM 10 | VB Ret  | ČEŠ 19  | POR 6   | JAP 6   | KAT 6   | MAL Ret | AVS Ret | VAL     |        |       | 11. | 79  |
| 2005 | 125 cm³ | Aprilia | ŠPA 1   | POR 10  | KIT 6   | FRA 5   | ITA Ret | KAT 2   | NIZ 4   | VB 4   | NEM 3   | ČEŠ 3   | JAP Ret | MAL 9   | KAT 3   | AVS 3   | TUR 6   | VAL 5   |        |       | 5.  | 177 |
| 2006 | 250 cm³ | Gilera  | ŠPA Ret | KAT 8   | TUR 11  | KIT 6   | FRA 8   | ITA 7   | KAT Ret | NIZ 7  | VB 10   | NEM Ret | ČEŠ 9   | MAL 8   | AVS 10  | JAP 9   | POR 7   | VAL Ret |        |       | 10. | 92  |
| 2007 | 250 cm³ | Gilera  | KAT 9   | ŠPA Ret | TUR 9   | KIT Ret | FRA 6   | ITA 9   | KAT 9   | VB Ret | NIZ 6   | NEM 7   | ČEŠ Ret | SMR Ret | POR 7   | JAP 7   | AVS 7   | MAL 8   | VAL 11 |       | 10. | 97  |
| 2008 | 250 cm³ | Gilera  | KAT Ret | ŠPA Ret | POR 2   | KIT 4   | FRA 2   | ITA 1   | KAT 1   | VB 2   | NIZ 3   | NEM 1   | ČEŠ 3   | SMR 6   | IND C   | JAP 1   | AVS 1   | MAL 3   | VAL 1  |       | 1.  | 281 |
| 2009 | 250 cm³ | Gilera  | KAT     | JAP 17  | ŠPA 3   | FRA 1   | ITA 2   | KAT Ret | NIZ 3   | NEM 1  | VB 4    | ČEŠ 1   | IND 1   | SMR Ret | POR 1   | AVS 1   | MAL 3   | VAL Ret |        |       | 3.  | 231 |
| 2010 | MotoGP  | Honda   | KAT 11  | ŠPA 11  | FRA 10  | ITA 9   | VB 7    | NIZ 9   | KAT Ret | NEM 6  | ZDA Ret | ČEŠ 11  | IND 7   | SMR 14  | ARA 7   | JAP 6   | MAL 8   | AVS 6   | POR 4  | VAL 6 | 8.  | 125 |
| 2011 | MotoGP  | Honda   | KAT 5   | ŠPA Ret | POR Ret | FRA 5   | KAT 6   | VB Ret  | NIZ 9   | ITA 5  | NEM 6   | ZDA Ret | ČEŠ 3   | IND 12  | SMR 4   | ARA 4   | JAP 4   | AVS 2   | MAL C  | VAL   | 6.  | 139 |